# Liste von Sakralbauten im Landkreis Traunstein
Die Liste von Sakralbauten im Landkreis Traunstein listet Kirchen, Kapellen und sonstige Sakralbauten im oberbayerischen Landkreis Traunstein auf.

## Liste
| Abbildung | Inneres | Name                                       | Konfession | Gemeinde / Ortsteil                  | Bauzeit           | Baustil / Bemerkungen |
| --------- | ------- | ------------------------------------------ | ---------- | ------------------------------------ | ----------------- | --- |
|           |         | St. Ägidius                                | röm.-kath. | Altenmarkt an der Alz                | 1630 (12. Jh.)    | 1630 auf romanischer Grundlage erbaut, zur barocken Saalkirche umgebaut um 1725/35, Turmerdgeschoss gotisch, Turmoberteil 1764 |
|           |         | Ehem. Klosterkirche St. Margaretha         | röm.-kath. | Altenmarkt an der Alz Baumburg       | 12.–15. Jh.       | Barocke Wandpfeileranlage mit eingezogenem Chor, auf Grundlage des 12. Jahrhunderts von Franz Alois Mayr errichtet, 1754–57, westliche Doppelturmfront Mitte 12. Jahrhundert, Kuppelhelme und Vorhalle barock, ehemalige Gruftkapelle, später alte Sakristei Johannes d. T., erste Hälfte 15. Jahrhundert, um 1620 barockisiert, nördlich des Chors      |
|           |         | St. Jakobus der Ältere                     | röm.-kath. | Altenmarkt an der Alz Rabenden       | 15. Jh.           | Spätgotische Anlage, Mitte 15. Jahrhundert, Turmobergeschoss zweite Hälfte 19. Jahrhundert |
|           |         | Wallfahrtskirche St. Wolfgang              | röm.-kath. | Altenmarkt an der Alz Sankt Wolfgang | 13.–14. Jh.       | Mittelalterlicher Tuffquaderbau, Turm Ende 13. Jahrhundert, Chor und einschiffiges Langhaus gotisch, spätes 14. Jahrhundert, barockisiert um 1720 |
|           |         | St. Ägidius                                | röm.-kath. | Bergen                               | 1863 (1513)       | Neuromanisch, von Franz Scheck, Übersee, erbaut 1863, Turmunterbau um 1513, Obergeschosse von 1623 und 1869 |
|           |         | Rudolf-Alexander-Schröder-Haus             | ev.-luth.  | Bergen                               | 1974              | |
|           |         | St. Jakobus                                | röm.-kath. | Bergen Bernhaupten                   | 12.–15. Jh.       | Flach gedecktes Langhaus, 12. Jahrhundert, Chor und Sakristei spätgotisch, Anfang 15. Jahrhundert, Turm 1669 |
|           |         | Mariä Himmelfahrt                          | röm.-kath. | Chieming                             | 1882–83           | neuromanische Anlage mit einschiffigem Langhaus und Westturm, nach Plänen von Johann Marggraff von 1882/83 |
|           |         | Paul-Gerhardt-Haus                         | ev.-luth.  | Chieming                             | 1957              | |
|           |         | St. Laurentius                             | röm.-kath. | Chieming Hart                        | 15. Jh.           | einschiffige spätgotische Anlage, 15. Jahrhundert, Turm 1757/59 angebaut und 1880 gotisiert, Chorneubau 1888 |
|           |         | St. Johann Baptist                         | röm.-kath. | Chieming Stöttham                    | 15. Jh.           | spätgotischer einschiffiger, verputzter Bau mit Dachreiter, zweite Hälfte 15. Jahrhundert |
|           |         | St. Andreas                                | röm.-kath. | Engelsberg                           | 15. Jh.           | Dreischiffige spätgotische Hallenkirche, Mitte 15. Jahrhundert, Turm um 1506, Seitenkapellen und Altarraum um 1850, Regotisierung 1864/83 |
|           |         | St. Magdalena                              | röm.-kath. | Engelsberg Bennoberg                 | 1480              | Spätgotischer Tuffquaderbau mit südlich angefügtem Turm, um 1480, im 17. und 18. Jahrhundert verändert |
|           |         | St. Johannes der Täufer                    | röm.-kath. | Engelsberg Maisenberg                | 15. Jh.           | Nagelfluh-Quaderbau, zweite Hälfte 15. Jahrhundert |
|           |         | Mariä Himmelfahrt                          | röm.-kath. | Fridolfing                           | 1891–93           | basilikale Anlage mit Rundapsis, Querhaus und Portalturm, in Sichtziegelmauerwerk mit Sandsteingliederungen, neuromanisch, 1891 bis 1893 von Joseph Anton Müller |
|           |         | St. Johannes                               | röm.-kath. | Fridolfing                           | 1500              | einschiffiger Tuffquaderbau mit eingezogenem Chor und Westturm, spätgotisch, um 1500 |
|           |         | St. Koloman in der Lebenau                 | röm.-kath. | Fridolfing Kolomann                  | 1518              | einschiffiger Saalbau mit Dachreiter, spätgotisch, geweiht 1518 |
|           |         | St. Martin                                 | röm.-kath. | Fridolfing Pietling                  | 1497              | einschiffiger Tuffquaderbau mit Westturm, erbaut 1497, Turmobergeschoss und Zwiebelhaube um 1740 |
|           |         | St. Maximilian                             | röm.-kath. | Grabenstätt                          | 1836–49 (15. Jh.) | Saalbau in neuromanischen Formen, nach Plan von Gottfried von Neureuther, 1836–49, mit einbezogenem Chor und Turm des 15. Jahrhunderts |
|           |         | St. Johann                                 | röm.-kath. | Grabenstätt                          | 15. Jh.           | spätgotischer Saalbau mit polygonalem Chor, wohl 2. Hälfte 15. Jahrhundert, 1834 und 1862 erneuert und mit hölzernem Dachreiter versehen |
|           |         | St. Peter und Paul im Thale                | röm.-kath. | Grabenstätt Erlstätt                 | 15. Jh.           | spätgotischer Quaderbau mit Westturm, spätes 15. Jahrhundert, Turmobergeschoss barock |
|           |         | Mariä Himmelfahrt                          | röm.-kath. | Grassau                              | 13.–15. Jh.       | Kern 13. Jahrhundert, Ausbau zur dreischiffigen Hallenkirche spätgotisch, 15. Jahrhundert, um ein Seitenschiff erweitert 1696, zuletzt 1766/67 barockisiert |
|           |         | St. Margaretha                             | röm.-kath. | Grassau Mietenkam                    | 1832              | einschiffiger Saalbau mit eingezogenem polygonalem Chor und Dachreiter, nach Brand 1832 neu erbaut |
|           |         | St. Michael                                | röm.-kath. | Grassau Rottau                       | 1954 (17. Jh.)    | Turm und Teil des Langhauses 17. Jahrhundert, sonst Neubau von Georg Berlinger von 1954 |
|           |         | St. Michael                                | röm.-kath. | Inzell                               | 1725–27 (12. Jh.) | Saalbau mit eingezogener Apsis, einheitlicher Neubau 1725–27, Westturm im Kern romanisch |
|           |         | Christuskirche                             | ev.-luth.  | Inzell                               | 1993              | Moderner Bau mit freistehendem Glockenturm |
|           |         | St. Nikolaus                               | röm.-kath. | Inzell Einsiedl                      | 1200 15. Jh.      | Langhaus im Kern um 1200, eingezogener, polygonaler Chor spätgotisch, 1866/67 überarbeitet |
|           |         | Mariä Himmelfahrt                          | röm.-kath. | Inzell Niederachen                   | 1696–98           | dreijochiger Saalbau mit eingezogener Apsis, erbaut 1696–98, Turm des Vorgängerbaus an der Nordwestseite |
|           |         | St. Martin                                 | röm.-kath. | Kienberg                             | 15. Jh.           | Spätgotischer Nagelfluhquaderbau mit Westturm, Mitte 15. Jahrhundert, neugotischer Ausbau zweite Hälfte 19. Jahrhundert |
|           |         | St. Michael                                | röm.-kath. | Kirchanschöring                      | 1881–85 (16. Jh.) | Saalbau von 1881/85, Turm und Teile der Langhausmauern spätgotisch |
|           |         | St. Ägidius                                | röm.-kath. | Kirchanschöring Kirchstein           | 15. Jh.           | Saalbau mit eingezogenem polygonalem Chor und hohem Westturm aus Tuffstein, spätgotisch, Mitte 15. Jahrhundert |
|           |         | St. Anna                                   | röm.-kath. | Kirchanschöring Reichersdorf         | 1854–55 (1500)    | neugotisch umgestaltet 1854/55, auf älterer baulicher Grundlage um 1500 |
|           |         | Hl. Blut                                   | röm.-kath. | Marquartstein                        | 1935–36           | Saalbau mit seitlichem Turm und eingezogenem polygonalem Chor, von Georg Berlinger jun., 1935/36; mit Fresken von Werner Schön. |
|           |         | Erlöserkirche                              | ev.-luth.  | Marquartstein                        | 1958              | |
|           |         | St. Wolfgang, „Schnappenkirche“            | röm.-kath. | Marquartstein                        | 1637–40           | Saalbau mit leicht eingezogenem Chor und Dachreiter, erbaut 1637/40; nordöstlich von Marquartstein in 1100 m Höhe auf dem Schnappenberg |
|           |         | Burgkapelle St. Bartholomäus und Vitus     | röm.-kath. | Marquartstein                        | 15. Jh., 1844/45  | spätgotischer Saalbau mit gleich breitem Chor und Dachreiter, nach Brand wiederhergestellt 1844/45; ehemalige Kapelle der Burg Marquartstein |
|           |         | St. Laurentius                             | röm.-kath. | Nußdorf                              | 1491              | Saalbau mit eingezogenem Chor und Westturm, spätgotisch, 1491, Turmobergeschoss 1734 |
|           |         | St. Laurentius                             | röm.-kath. | Obing                                | 1491 1868–71      | spätgotische, dreischiffige Hallenkirche, geweiht 1491, Erweiterung des Langhauses 1868/71 |
|           |         | Johanneskirche                             | ev.-luth.  | Obing                                | 1997              | |
|           |         | St. Jakobus der Ältere                     | röm.-kath. | Obing Albertaich                     | 15. Jh.           | spätgotischer Saalbau mit Westturm, wohl Mitte 15. Jahrhundert, barocker Ausbau um 1670, Turmkuppel 18. Jahrhundert |
|           |         | St. Ägidius                                | röm.-kath. | Obing Diepoldsberg                   | 1430              | einschiffiger spätgotischer Bau mit leicht eingezogenem Chor und Südturm, um 1430, Turmoberbau 1864 |
|           |         | Mariä Geburt                               | röm.-kath. | Palling                              | 1869–76           | großer neugotischer Saalbau mit eingezogenem Chor, apsidenartigen Anbauten und einbezogenem spätgotischen Turmteil, 1869–76 von Karl Leimbach |
|           |         | St. Johannes Baptist                       | röm.-kath. | Palling Brünning                     | 1420              | spätgotischer Saalbau mit niedrigem, eingezogenem Chor, um 1420, Turmoktogon und Zwiebelhaube 18. Jahrhundert |
|           |         | St. Laurentius                             | röm.-kath. | Palling Freutsmoos                   | 15. Jh. 1680      | spätgotisches Langhaus, wohl 15. Jahrhundert, kreuzförmige Choranlage mit drei Apsiden 1680, Turmobergeschoss 1704–06 |
|           |         | St. Jakobus                                | röm.-kath. | Palling Harpfetsham                  | 1476              | spätgotisch, 1476, um 1700 barocke Umgestaltung Ehemaliger Pfarrhof von Palling, jetzt Klostergut |
|           |         | St. Johannes Baptist                       | röm.-kath. | Palling Kirchberg                    | 15. Jh.           | einschiffiger spätgotischer Bau mit nicht eingezogenem Chor, zweite Hälfte 15. Jahrhundert |
|           |         | St. Michael                                | röm.-kath. | Palling Tyrlbrunn                    | 1905 15. Jh.      | spätgotischer Chor, wohl Mitte 15. Jahrhundert, Langhaus 1905 neu errichtet nach Plänen von Max Ostenrieder |
|           |         | St Johannes der Täufer                     | röm.-kath. | Petting                              | 16. Jh. (13. Jh.) | Einschiffiger spätgotischer Tuffquaderbau mit nicht eingezogenem Chor, Anfang 16. Jahrhundert, Westturm im Kern romanisch |
|           |         | St. Margaretha                             | röm.-kath. | Petting Kirchberg                    | 15. Jh.           | Einschiffiger spätgotischer Tuffquaderbau mit nicht eingezogenem Chor, 1. Hälfte 15. Jahrhundert |
|           |         | Mariä Himmelfahrt                          | röm.-kath. | Petting Kirchhof                     | 1420–30           | Einschiffiger Tuffquaderbau mit eingezogenem Chor und Dachreiter, spätgotisch, um 1420/30 |
|           |         | Sieben Schmerzen Mariä                     | röm.-kath. | Petting Schönram                     | 1852              | Gegliederter Sichtziegelbau mit Dachreiter, erbaut als Privatkapelle 1852 |
|           |         | St. Nikolaus                               | röm.-kath. | Pittenhart                           | 1846–46 (15. Jh.) | im Kern spätgotisch, 1846/47 durchgreifend umgebaut und vereinheitlicht |
|           |         | St. Pankratius                             | röm.-kath. | Reit im Winkl                        | 1911–13           | Einheitlicher neubarocker Saalbau, von Josef Elsner jun. 1911–13 |
|           |         | Bergkirchlein                              | ev.-luth.  | Reit im Winkl                        | 1936              | Schlichter Saalbau mit Giebelreiter |
|           |         | Bergkirche St. Johann im Gebirg            | röm.-kath. | Reit im Winkl Winklmoos-Alm          | 1963–66           | Längsrechteckige Anlage mit Ummauerung aus Findlingen, nördliche Hälfte als Kirchenraum ausgebildet mit steil aufragendem Pultdach über offenem Tragwerk und vollständig verglaster Stirnwand zum Innenhof, gegenüberliegend Nebenräume in Höhe der Umfassungsmauer, am Eingang Glockenständer aus Stahlprofilen, von Josef Wiedemann, 1963/66 errichtet |
|           |         | St. Georg                                  | röm.-kath. | Ruhpolding                           | 1738–58           | stattlicher zentralisierender Saalbau mit eingezogenem Altarraum, von Johann Baptist Gunetzrhainer, 1738–58 errichtet |
|           |         | Johanneskirche                             | ev.-luth.  | Ruhpolding                           | 1952              | Rundbau mit vorgelagertem Glockenturm und angebautem Pfarr- und Gemeindehaus |
|           |         | St. Valentin                               | röm.-kath. | Ruhpolding Zell                      | 1450              | Langhaus 14. Jahrhundert mit älterer Substanz, Chor um 1450, wohl zeitgleich Westturm angebaut |
|           |         | St. Remigius                               | röm.-kath. | Schleching                           | 1735–39           | einheitliche spätbarocke Anlage von Abraham Millauer, 1735–39 errichtet |
|           |         | St. Maria zu den sieben Linden             | röm.-kath. | Schleching Raiten                    | 1440 12. Jh.      | Langhaus im Kern romanisch, 12. Jahrhundert, Chor spätgotisch, um 1440, Turm Anfang 18. Jahrhundert |
|           |         | St. Servatius „Streichenkirche“            | röm.-kath. | Schleching Streichen                 | 1300 15.–17. Jh.  | wohl um 1300 erbaut, Chorneubau Mitte 15. Jahrhundert, Langhaus zweite Hälfte 17. Jahrhundert und 1943/1954 überformt |
|           |         | Mariä Himmelfahrt                          | röm.-kath. | Schnaitsee                           | 1431              | spätgotisch, ab 1431 erbaut, barocker Umbau zur Saalkirche, wohl nach Plänen von Kaspar Zuccalli, 1664–67, Turmabschluss und -haube 1774, Choranbauten 1923/24 |
|           |         | St. Elisabeth                              | röm.-kath. | Schnaitsee                           | 15. Jh.           | Friedhofskirche Ende 15. Jahrhundert |
|           |         | St. Anna                                   | röm.-kath. | Schnaitsee                           | 15. Jh.           | einschiffiger spätgotischer Bau mit Dachreiter, 15. Jahrhundert |
|           |         | St. Nikolaus                               | röm.-kath. | Schnaitsee Berg                      | 15.–17. Jh.       | gotischer Saalbau, 15. Jahrhundert, im späten 17. Jahrhundert barockisiert, Turmunterbau romanisch |
|           |         | St. Magdalena                              | röm.-kath. | Schnaitsee Kirchstätt                | 12.–15. Jh.       | Langhaus und Chor spätgotisch, 15. Jahrhundert, einbezogener Turm romanisch, wohl zweite Hälfte 12. Jahrhundert |
|           |         | St. Martin                                 | röm.-kath. | Schnaitsee Waldhausen                | 1950 (16. Jh.)    | Turmunterbau spätmittelalterlich, Turmobergeschoss neugotisch, Ende 19. Jahrhundert, Langhaus und Chor von Friedrich F. Haindl, 1950 |
|           |         | St. Ägidius                                | röm.-kath. | Seeon-Seebruck Seeon                 | 15. Jh.           | spätgotisch, wohl erste Hälfte 15. Jahrhundert, im späten 17. Jahrhundert barockisiert |
|           |         | St. Martin                                 | röm.-kath. | Seeon-Seebruck Ischl                 | 1432–52           | spätgotisch, erbaut 1432, geweiht 1452, barockisiert 1651 |
|           |         | St. Lambert                                | röm.-kath. | Seeon-Seebruck Kloster Seeon         | 11.–15. Jh.       | Ehemalige Benediktinerklosterkirche, im Kern romanische Säulenbasilika, Grundmauern und Türme zum Teil noch 11./12. Jahrhundert, großer Umbau mit Einwölbung des Langhauses 1425–33 durch Konrad und Oswald Bürkel, weitere bauliche Veränderungen nach Brand von 1561, Kuppeldächer der Türme nach 1561                                                 |
|           |         | St. Walburgis                              | röm.-kath. | Seeon-Seebruck Kloster Seeon         | 14.–15. Jh.       | Einschiffiger gotischer Bau, 14./15. Jahrhundert, über Grundmauern der Kirche des ehemaligen Nonnenklosters, seit 1481 Pfarrkirche |
|           |         | St. Katharina                              | röm.-kath. | Seeon-Seebruck Roitham               | 1859              | geräumiger Bau mit eingezogenem Chor und Dachreiter, neugotisch, erbaut 1859 |
|           |         | St. Thomas und St. Stephan                 | röm.-kath. | Seeon-Seebruck Seebruck              | 1474–77           | pätgotisch, 1474–77, Turm 1842–47 |
|           |         | St. Johannes Baptist                       | röm.-kath. | Seeon-Seebruck Truchtlaching         | 15. Jh.           | spätgotisch, Langhaus und Chor erste Hälfte 15. Jahrhundert, südliches Seitenschiff wohl zweite Hälfte 15. Jahrhundert, Langhaus 1956 um ein Joch verlängert |
|           |         | Wallfahrtskirche Unserer Lieben Frau       | röm.-kath. | Seeon-Seebruck Bräuhausen            | 1529–33           | Spätgotisch, erbaut 1529–33, Dachreiter 18. Jahrhundert |
|           |         | Mariä Empfängnis                           | röm.-kath. | Siegsdorf                            | 1779–81           | nach Plänen von Plazidus Nizinger, 1779–81, einbezogener Westturm spätgotisch |
|           |         | Kreuzkirche                                | ev.-luth.  | Siegsdorf                            | 1967              | großer zeltartiger Bau |
|           |         | St. Josef                                  | röm.-kath. | Siegsdorf Eisenärzt                  | 1974              | |
|           |         | St. Rupertus                               | röm.-kath. | Siegsdorf Hammer                     | 1934–35           | einschiffiger Saalbau mit dreiseitig geschlossenem Chor, Sakristeianbau und an der Nordwestecke beigestelltem Turm, von Georg Berlinger jun. von 1934/35 |
|           |         | Wallfahrts- und Klosterkirche Maria Eck    | röm.-kath. | Siegsdorf Maria Eck                  | 1635–43           | Chor 1635/36 in Form einer Dreikonchenanlage, Langhaus und Turm mit seitlichen Anbauten 1642/43 |
|           |         | St. Johannes der Täufer                    | röm.-kath. | Siegsdorf Sankt Johann               | 14. Jh.           | Langhaus im Kern romanisch, Chor 14./15. Jahrhundert, 1630 verlängert |
|           |         | St. Andreas                                | röm.-kath. | Staudach-Egerndach                   | 15. Jh.           | spätgotisch, Ende 15. Jahrhundert, 1867 und 1895 erneuert |
|           |         | St. Georg                                  | röm.-kath. | Surberg                              | 1702–06 13. Jh.   | im Kern gotisches Langhaus des 13./14. Jahrhundert, Chor 15. Jahrhundert, Anbau der Seitenkapellen zweite Hälfte 17. Jahrhundert und 1706, Innenraum 1959/60 verändert, Turmunterbau romanisches Buckelquader-Mauerwerk, Turmoberbau 15. Jahrhundert und 1702–06                                                                                         |
|           |         | St. Vitus und Anna „Ettendorfer Kircherl“  | röm.-kath. | Surberg Ettendorf                    | 1433–75           | spätgotisch, Chor bezeichnet mit dem Jahr 1433, Langhaus erbaut 1470–75, Turm mit Zwiebelhaube 18. Jahrhundert |
|           |         | Unsere Liebe Frau                          | röm.-kath. | Tacherting                           | 1765–67 15. Jh.   | Mitte 15. Jahrhundert, Turmzwiebel um 1700, der Chor und das ursprünglich zweischiffige Langhaus 1765–1767 durch Franz Alois Mayr barockisiert und vereinheitlicht |
|           |         | St. Vitus                                  | röm.-kath. | Tacherting Emertsham                 | 15. Jh.           | Nagelfluhbau, Ende 15. Jahrhundert, neugotischer Ausbau und Anbau der Sakristei 1865/66 |
|           |         | St. Koloman                                | röm.-kath. | Tacherting Kirchstätt                | 16. Jh.           | kleiner spätgotischer Kernbau, Mitte 19. Jahrhundert neugotisch erweitert |
|           |         | St. Michael                                | röm.-kath. | Tacherting Lengloh                   |                   | |
|           |         | St. Peter und Paul                         | röm.-kath. | Tacherting Peterskirchen             | 15. Jh. 1888      | Einschiffiger spätgotischer Bau, letztes Viertel 15. Jahrhundert, neugotischer Ausbau und Chorneubau 1888 |
|           |         | Wallfahrtskirche St. Alban                 | röm.-kath. | Tacherting Peterskirchen             | 1500              | Spätgotisch, nach 1500 |
|           |         | St. Petrus                                 | röm.-kath. | Taching am See                       | 15. Jh.           | Alte Pfarrkirche spätgotischer einschiffiger Tuffsteinbau mit nicht eingezogenem Chor, zweite Hälfte 15. Jahrhundert |
|           |         | St. Paul                                   | röm.-kath. | Taching am See                       | 1971              | Neue Pfarrkirche |
|           |         | Mariä Himmelfahrt                          | röm.-kath. | Taching am See Burg                  | 1532              | spätgotischer Tuffquaderbau auf der Stelle der abgegangenen Burg Tengling, nach Brand 1532 wieder errichtet, Turm-Obergeschoss 1721 |
|           |         | St. Laurentius                             | röm.-kath. | Taching am See Tengling              | 15. Jh.           | spätgotischer, einschiffiger Tuffquaderbau mit nicht eingezogenem Chor, zweite Hälfte 15. Jahrhundert |
|           |         | St. Coloman                                | röm.-kath. | Taching am See Coloman               | 1500              | spätgotischer einschiffiger Tuffquaderbau mit nicht eingezogenem Chor, um 1500 |
|           |         | Pfarrkirche St. Laurentius                 | röm.-kath. | Tittmoning                           | 1410–1672         | Ehemalige Kollegialstiftskirche unverputzter Tuffquaderbau mit Chor von 1410, Langhaus von 1514 mit 1672 ausgebautem Westturm, 1815–20 nach Brand erneuert |
|           |         | Klosterkirche Zu allen Heiligen            | röm.-kath. | Tittmoning                           | 1681–86           | Ehemaliges Augustiner-Eremitenkloster; Klostergebäude, zweiflügeliger, dreigeschossiger Putzbau mit Walmdach, erbaut 1681–86 |
|           |         | Gnadenkirche                               | ev.-luth.  | Tittmoning                           |                   | Schlichter Nachkriegsbau |
|           |         | Mariä Himmelfahrt                          | röm.-kath. | Tittmoning Asten                     | 15. Jh.           | spätgotischer Tuffquaderbau mit nicht eingezogenem Chor und Westturm, zweite Hälfte 15. Jahrhundert, Turmobergeschoss 1764, Vorhalle 1872 |
|           |         | Schlosskapelle St. Michael                 | röm.-kath. | Tittmoning Burg                      | 1693–94           | rechteckiger Saalbau mit gegliederter Hoffassade, erbaut 1693/94 |
|           |         | St. Martin                                 | röm.-kath. | Tittmoning Kay                       | 15. Jh.           | spätgotisch, 15. Jahrhundert, seitenschiffartiger Kapellenanbau 1695/96, spätbarocker Ausbau um 1780/90 |
|           |         | St. Georg                                  | röm.-kath. | Tittmoning Kirchheim                 | 15. Jh.           | einschiffiger Tuffquaderbau, spätgotisch, 15. Jahrhundert, Sakristeianbau 1853 |
|           |         | St. Peter und Paul                         | röm.-kath. | Tittmoning Lanzing                   | 1518              | spätgotischer Tuffquaderbau, Anfang 16. Jahrhundert, geweiht 1518 |
|           |         | St. Vitus                                  | röm.-kath. | Tittmoning Törring                   | 1500              | spätgotisch, gegen 1500 erbaut, Turm bezeichnet mit dem Jahr 1274 und 1775 |
|           |         | St. Nikolaus                               | röm.-kath. | Tittmoning Hof                       | 1500              | einschiffiger Tuffquaderbau, spätgotisch, um 1500, Turmgeschoss erneuert im 17./18. Jahrhundert |
|           |         | St. Pankratius                             | röm.-kath. | Tittmoning Meggenthal                | 1470–80           | spätgotischer Tuffquaderbau, um 1470/80 |
|           |         | Wallfahrtskirche Maria Brunn im Ponlach    | röm.-kath. | Tittmoning Ponlach                   | 1717              | barocker Zentralbau, Weihe 1717; barocke Grottenanlagen |
|           |         | St. Johannes Baptista                      | röm.-kath. | Tittmoning Weilham                   | 1518              | im Kern spätgotisch, 15. Jahrhundert, nach Umgestaltung neu geweiht 1518, Turmobergeschoss 18. Jahrhundert |
|           |         | Pfarrkirche zum Heiligsten Erlöser         | röm.-kath. | Traunreut                            | 1954–55           | aalbau mit integriertem Altarraum und offenem Dachtragwerk, nordwestlich frei stehender Glockenturm, von Hans Döllgast, 1954/55, 1964/65 durch Seitenschiff nach Norden und Anbau nach Süden erweitert |
|           |         | Pauluskirche                               | ev.-luth.  | Traunreut                            | 1954              | asymmetrischer Bau über trapezförmigem Grundriss, Gemeinderaum mit einseitig umlaufender Empore unter flach geneigtem, unterschiedlich weit herabgezogenem Satteldach, Altarzone durch Turmwand mit offenem Glockenstuhl und versetzt angeordnetem Flachsatteldach betont, von Helmut von Werz und Johann-Christoph Ottow, 1954 geweiht                  |
|           |         | St. Magdalena                              | röm.-kath. | Traunreut Kirchstätt                 | 1833–34           | erbaut 1833/34 in barocken Formen |
|           |         | St. Georg                                  | röm.-kath. | Traunreut Sankt Georgen              | 1504              | spätgotisch, Chor 2. Hälfte 15. Jahrhundert, Kirche nach Brand ab 1504 fertiggestellt, Sakristeianbau 17. Jahrhundert |
|           |         | Mariä Geburt                               | röm.-kath. | Traunreut Traunwalchen               | 1837–39 15. Jh.   | Chor und Turmuntergeschoss spätgotisch, 15. Jahrhundert, Turmobergeschoss barock, alle übrigen Bauteile von 1837–39 |
|           |         | Pfarrkirche St. Oswald                     | röm.-kath. | Traunstein                           | 1675–96           | über mittelalterlicher Grundlage Langhaus erbaut durch Kaspar Zuccalli und Lorenzo Sciasca, 1675–90, Chor 1694–96, nach den Stadtbränden 1704 und 1851 erneuert, Westbau und Turm 1885 neu gestaltet, im Inneren weitere Erneuerung 1904–09 |
|           |         | Auferstehungskirche                        | ev.-luth.  | Traunstein                           | 1897–99           | dreischiffiger unverputzter Bruchsteinbau mit seitlich beigestelltem Turm, neuromanisch und neugotisch, erbaut nach Plänen von Alfred Stamm, 1897–99 errichtet |
|           |         | St. Michael                                | röm.-kath. | Traunstein                           | 1928–29           | Studienseminar St. Michael Dreigeschossige Anlage über gestreckt-kreuzförmigem Gesamtgrundriss, mit Turm über der Eingangsachse, von Georg Berlinger sen., 1928/29; im Südflügel Seminarkirche |
|           |         | St. Rupert und Maximilian „Salinenkapelle“ | röm.-kath. | Traunstein                           | 1630–31           | kreuzförmiger Bau mit Turm über dem quadratischen Mittelraum, nach Plänen von Isaak Bader durch Wolf König errichtet, 1630/31 |
|           |         | St. Georg und Katharina                    | röm.-kath. | Traunstein                           | 1639              | Ehemalige Friedhofskirche (seit 1922 Kriegergedächtnisstätte), errichtet 1639 |
|           |         | Hl. Kreuz                                  | röm.-kath. | Traunstein                           | 1952              | sechzehneckiger Zentralbau, ausgemauerte Stahlskelettkonstruktion (vormals Kunsthalle in Oberammergau) mit hoher, durchfensterter Laterne über dem flach geneigten Dach und angesetztem Eingangsvorbau, von Rolf ter Haerst, 1952 errichtet |
|           |         | Mariä Verkündigung                         | röm.-kath. | Traunstein Haslach                   | 1846–76           | 1846 auf zum Teil spätmittelalterlicher Grundlage dreischiffig erweitert, Chor 1873–76, Unterbau des Westturms Ende 14. Jahrhundert, Aufbau mit Haube 1685 |
|           |         | St. Johannes Baptist                       | röm.-kath. | Traunstein Kammer                    | 1455              | Saalbau mit polygonalem Chor, spätgotisch, bezeichnet mit dem Jahr 1455, Turmspitze 1879 |
|           |         | St. Salvator und Joseph                    | röm.-kath. | Traunstein Sparz                     | 1712–16           | Dreikonchenbau, erbaut 1712–16, Verlängerung und Westturm um 1823 |
|           |         | Pfarrkirche St. Andreas                    | röm.-kath. | Trostberg                            | 1498–1504         | unverputzter Tuffquaderbau, Chor und nördliche Seitenkapelle wohl vom 1420 geweihten Vorgängerbau, Langhaus dreischiffige Halle, 1498–1504, Turm im Unterbau noch spätgotisch um 1500, sonst barock, Verlängerung des Langhauses und Vorhalle 1866–69 |
|           |         | Christuskirche                             | ev.-luth.  | Trostberg                            | 1951              | 1951 nach Plänen des Trostberger Architekten Kurt Franck erbaut, 1988 mit Zentrierung des Kirchenraumes und Anbau von Gemeinderäumen umgestaltet. 1952 erhielt die Kirche eine auf dem Glockenfriedhof Hamburg entdeckte Glocke, die aus der Kirche Borchersdorf (Kreis Königsberg) stammte und den Krieg überlebt hat.                                  |
|           |         | St. Sixtus und Sebastian                   | röm.-kath. | Trostberg Deinting                   | 1483–1506         | spätgotischer Nagelfluhquaderbau, 1483–92, Westturm 1506 ff. |
|           |         | Hl. Kreuz                                  | röm.-kath. | Trostberg Heiligkreuz                | 1482              | spätgotischer Nagelfluhquaderbau, zweischiffiges Langhaus mit südlich angesetztem Turm, in drei Abschnitten wohl ab Mitte des 15. Jahrhunderts bis 1482 errichtet |
|           |         | St. Peter und Paul                         | röm.-kath. | Trostberg Lindach                    | 15. Jh.           | spätgotischer Nagelfluhquaderbau, 15. Jahrhundert |
|           |         | Mariä Himmelfahrt                          | röm.-kath. | Trostberg Mögling                    | 15. Jh.           | einschiffiger Saalbau des 15. Jahrhunderts, barockisiert von Franz Alois Mayr, 1757 |
|           |         | St. Thomas                                 | röm.-kath. | Trostberg Oberfeldkirchen            | 15. Jh.           | spätgotischer Nagelfluhquaderbau, 15. Jahrhundert, im 17. und 18. Jahrhundert teilweise verändert |
|           |         | Mariä Himmelfahrt                          | röm.-kath. | Trostberg Schwarzau                  | 1950–51           | Satteldachbau mit flach gedecktem Saal und ausgeschiedenem Chor, südöstlich Turm vorgelagert, von Josef Wiedemann, 1950/51 errichtet |
|           |         | St. Nikolaus                               | röm.-kath. | Trostberg Tinning                    | 1500              | kleiner Nagelfluhquaderbau mit Langhaus und Chor von gleicher Breite, um 1500 |
|           |         | St. Nikolaus                               | röm.-kath. | Übersee                              | 1902–04           | stattlicher neugotischer Sichtziegelbau mit hohem Westturm und polygonalem, von Anbauten flankiertem Chor, von Josef Elsner sen., 1902–04 errichtet |
|           |         | Ewigkeitskirche                            | ev.-luth.  | Übersee                              | 1964–65           | |
|           |         | St. Leonhard                               | röm.-kath. | Übersee Almau                        | 15. Jh.           | Saalbau mit polygonalem Chor, im Kern spätgotisch, im 17. und 18. Jahrhundert barockisiert, Dachreiter mit Zwiebel sowie Sakristeianbau 18. Jahrhundert |
|           |         | St. Peter und Paul                         | röm.-kath. | Übersee Westerbuchberg               | 1410–25 (12. Jh.) | Langhausmauern zum Teil noch romanisch, Einwölbung 1410–25, Chor 1426, Seitenschiffanbau 1514 |
|           |         | St. Martin                                 | röm.-kath. | Unterwössen                          | 1780–83 1961–63   | erbaut 1780–83, Erweiterung nach Süden nach Plänen von Michael Steinbrecher, 1961–63 |
|           |         | Mariä Sieben Schmerzen                     | röm.-kath. | Unterwössen Oberwössen               | 1956–57           | |
|           |         | Mariä Himmelfahrt                          | röm.-kath. | Vachendorf                           | 1680–82 15. Jh.   | Chor und Langhaus, von Lorenzo Sciasca, 1680–82, Turm spätgotisch, 15. Jahrhundert, Langhausgewölbe und Turmhaube 1891 wiedererrichtet |
|           |         | St. Georg am Berg                          | röm.-kath. | Vachendorf Alferting                 | 1500–1665         | Romanisches Langhaus um 1660/65 überhöht und gewölbt, Chor spätgotisch, um 1500, Westturm mit Zwiebelhaube um 1720 |
|           |         | St. Margaretha                             | röm.-kath. | Vachendorf Einharting                | 12.–16. Jh.       | Spätromanisch, 12./13. Jahrhundert und zweites Viertel 15. Jahrhundert, Sakristei um 1500, Turm 1663/64, Innenraumveränderungen im 19. Jahrhundert |
|           |         | St. Martin                                 | röm.-kath. | Waging am See                        | 1697 (15. Jh.)    | Wandpfeileranlage von 1697 unter Einbeziehung des 1611 nach Brand erneuerten Vorgängerbaus aus dem 15. Jahrhundert, 1722/23 Chorerweiterung und 1896 Anfügung der Seitenschiffe |
|           |         | Simeonskirche                              | ev.-luth.  | Waging am See                        | 1966–68           | achteckiger Zentralraum mit zum Eingang ansteigendem Pultdach, Außenbau in schalungsrauhem Sichtbeton, mit flankierenden Satteldachbauten als Gemeinde- und Mesnerhaus, von Albert Köhler, 1966–68 errichtet |
|           |         | St. Johannes der Täufer                    | röm.-kath. | Waging am See Froschham              | 1838              | |
|           |         | St. Rupertus                               | röm.-kath. | Waging am See Gaden                  | 11. Jh. 1500      | unregelmäßiger achtseitiger Zentralbau mit Rechteckchor, romanisch, wohl noch 11. Jahrhundert, Portalturm, um 1500, Sakristei und Turmobergeschoss 1. Hälfte 18. Jahrhundert |
|           |         | Schlosskapelle Mariä Himmelfahrt           | röm.-kath. | Waging am See Gessenberg             | 1664              | barocker Zentralbau, wohl nach Vorbild der Altöttinger Gnadenkapelle, mit Predigtestrade über dem Eingang, 1664 errichtet |
|           |         | Wallfahrtskirche Mariä Heimsuchung         | röm.-kath. | Waging am See Mühlberg               | 1709–13           | barocker Saalbau mit Dachreiter, in zwei Abschnitten erbaut 1709–13 |
|           |         | St. Stephan                                | röm.-kath. | Waging am See Otting                 | 15. Jh.           | einschiffige spätgotische Anlage mit Westturm, wohl Mitte 15. Jahrhundert und 1624 |
|           |         | St. Anna                                   | röm.-kath. | Waging am See Tettelham              | 15. Jh.           | einschiffiger Nagelfluhquaderbau mit Westturm, wohl Mitte 15. Jahrhundert, Turmobergeschoss 17. Jahrhundert |
|           |         | St. Florian                                | röm.-kath. | Waging am See Tettenhausen           | 1842–1855         | Saalbau im sogenannten Rundbogenstil, über Resten des Vorgängerbaus nach Brand von 1840 in den Jahren 1842/43 und 1853/55 wieder errichtet bzw. umgebaut, Turm 1851 |
|           |         | St. Leonhard                               | röm.-kath. | Wonneberg St. Leonhard am Wonneberg  | 15. Jh.           | Saalbau mit polygonalem Chor und hohem Westturm, spätgotisch, zweite Hälfte 15. Jahrhundert, Turmobergeschoss 1691/92 |
|           |         | St. Margaretha                             | röm.-kath. | Wonneberg Egerdach                   | 15. Jh.           | Saalbau mit leicht eingezogenem polygonalem Chor, spätgotisch, wohl zweite Hälfte 15. Jahrhundert, Dachreiter 1766 |
|           |         | St. Nikolaus                               | röm.-kath. | Wonneberg Kirchhalling               | 15. Jh.           | Saalbau mit nicht eingezogenem polygonalem Chor, spätgotisch, erste Hälfte 15. Jahrhundert, Dachreiter barock |